# Карл Фугер фон Кирхберг-Вайсенхорн
Карл Фугер фон Кирхберг-Вайсенхорн (на немски: Carl/Karl Graf Fugger von Kirchberg-Weissenhorn; * 5 февруари 1597; † 1662 в Мюнхен) от фамилията Фугер от линията „Лилията“ (фон дер Лилие) от Аугсбург, е фрайхер от 1628 г. граф на Кирхберг-Вайсенхорн в Бавария.
Той е най-малкият син (от девет деца) на фрайхер Северин Фугер фон Кирхберг-Вайсенхорн-Швабмюнхен (1551 – 1601) и съпругата му Катарина фон Хелфенщайн-Визенщайг (1563 – 1627), дъщеря на граф Себастиан фон Хелфенщайн (1521 – 1564) и Мария фон Хевен († 1587), дъщеря на фрайхер Георг фон Хевен († 1542) и Елизабет фон Хоенлое (1495 – 1536).
На 28 ноември 1628 г. Карл Фугер и най-големият му брат Вилхелм Фугер (1585 – 1659) са издигнати на графове.

## Фамилия
Карл Фугер фон Кирхберг-Вайсенхорн се жени през юни 1629 г. в Шмихен за братовчедката си Мария Елизабет фон Кирхберг-Вайсенхорн (* 28 февруари 1600; † 6 декември 1652, Ландсхут), дъщеря на Маркс Фугер фон Кирхберг-Вайсенхорн (1564 – 1614) и фрайин Мария Салома фон Кьонигсег († 1601). Те имат четири деца:
- Елизабет Фугер (* 5 септември 1631; † 13 октомври 1677, Хал, Тирол)
- Мария Йохана Фугер (* 11 януари 1636, Ландсхут; † 29 септември 1704, погребана в Аугсбург), омъжена I. на 23 април 1662 г. в Мюнхен за фрайхер Албрехт Вилхелм Льош фон Хилгартсхаузен (* ок. 1619; † 1670, Мюнхен), II. на 16 октомври 1673 г. в Аугсбург за граф Себастиан Франц фон Турн и Таксис (* ок. 1646; † 7 декември 1706, Аугсбург)
- Игнац Франц Алойс Фугер (* 18 август 1637; † 8 юни 1662, Париж, погребан в „Св. Сулпице“, Париж), граф на Фугер
- Доминкус Феликс Фугер († 19 май 1641, Бургхаузен), граф на Фугер